# Operon ara
Operon L-arabinose, còn được gọi phổ biến và ngắn gọn là operon ara hoặc araBAD, là một operon có vai trò điều hòa quá trình chuyển hóa đường 5 carbon L-arabinose ở vi khuẩn Escherichia coli. Operon L-arabinose chứa ba gene cấu trúc: araB, araA, araD (được gọi chung là araBAD) mã hóa cho ba enzyme AraB (ribulokinase), AraA (một isomerase), AraD (một epimerase) cần thiết cho quá trình chuyển hóa L-arabinose thành chất trung gian của chu trình pentose phosphate là D-xylulose-5-phosphate.
Các gene cấu trúc của operon L-arabinose được phiên mã từ promoter chung thành một mRNA sơ khai duy nhất. Sự hoạt động của operon L-arabinose được kiểm soát duy nhất bởi gene điều hòa araC với sản phẩm AraC và phức hợp của protein hoạt hoá dị hoá (CAP) – cAMP. Protein điều hòa AraC nhạy cảm với nồng độ arabinose và đóng vai trò kép vừa là chất hoạt hóa khi có arabinose vừa là chất ức chế khi không có arabinose để điều chỉnh sự biểu hiện của araBAD. Protein AraC không chỉ kiểm soát sự biểu hiện của araBAD mà còn tự động điều chỉnh sự biểu hiện của chính gene tạo ra nó khi nồng độ AraC cao.

## Cấu trúc của operon
Operon L-arabinose bao gồm các gene cấu trúc, vùng vận hành araO2 và hai vùng khởi động (araI1, araI2). Các gene cấu trúc araB, araA và araD mã hóa các enzyme tham gia quá trình dị hóa L-arabinose. Ngoài ra còn có một vị trí gắn kết CAP, nơi phức hợp CAP-cAMP liên kết và tạo điều kiện điều hòa dương tính – cảm ứng araBAD khi tế bào thiếu glucose.

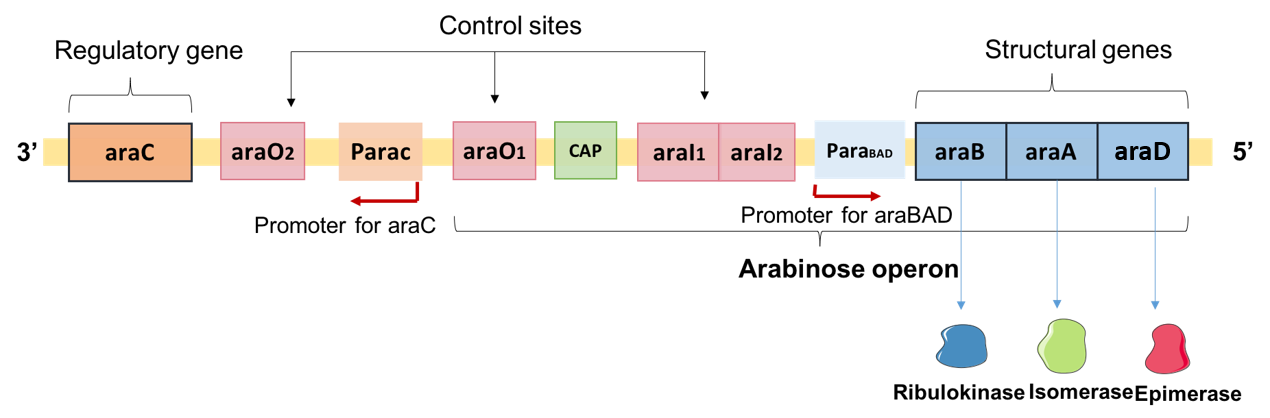
Cấu trúc operon L-arabinose của E. coli

Gene điều hòa araC không phải là thành phần của operon, nằm ở phía trước của operon L-arabinose và mã hóa protein điều hòa đáp ứng arabinose là AraC. Gene araC có vùng vận hành araO1, cả araC và araBAD đều có một promoter riêng, nơi RNA polymerase liên kết và bắt đầu phiên mã. araBAD và araC được phiên mã theo các hướng ngược nhau từ promoter araBAD (PBAD) và promoter araC (PC) tương ứng.

## Chức năng
- araA mã hóa L-arabinose isomerase, xúc tác quá trình đồng phân hóa chuyển L-arabinose thành L-ribulose.
- araB mã hóa ribulokinase, xúc tác quá trình phosphoryl hóa L-ribulose để tạo thành L -ribulose-5-phosphate.
- araD mã hóa L-ribulose-5-phosphate 4-epimerase, xúc tác quá trình epimer hóa giữa L-ribulose 5-phosphate và D-xylulose-5-phosphate.

| Cơ chất                | Enzyme | Kiểu phản ứng | Phản ứng thuận nghịch | Sản phẩm               |
| ---------------------- | ------ | ------------- | --------------------- | ---------------------- |
| L-arabinose            | AraA   | Isomerase     | Có                    | L-ribulose             |
| L-ribulose             | AraB   | Ribulokinase  | Không                 | L-ribulose-5-phosphate |
| L-ribulose-5-phosphate | AraD   | Epimerase     | Có                    | D-xylulose-5-phosphate |

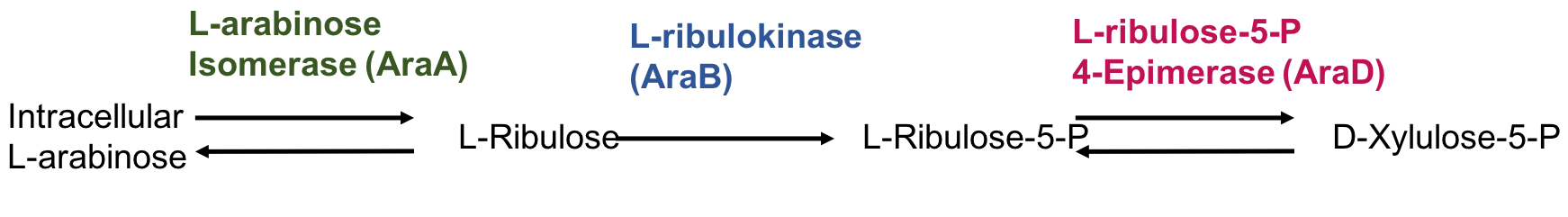
Con đường chuyển hóa của L-arabinose thông qua hoạt động của ba enzyme, được mã hóa của operon araBAD.

Cả L-ribulose 5-phosphate và D-xylulose-5-phosphate đều là chất trung gian chuyển hóa của chu trình pentose phosphate, liên kết sự chuyển hóa của đường 5 carbon với đường 6 carbon.

## Cách thức hoạt động

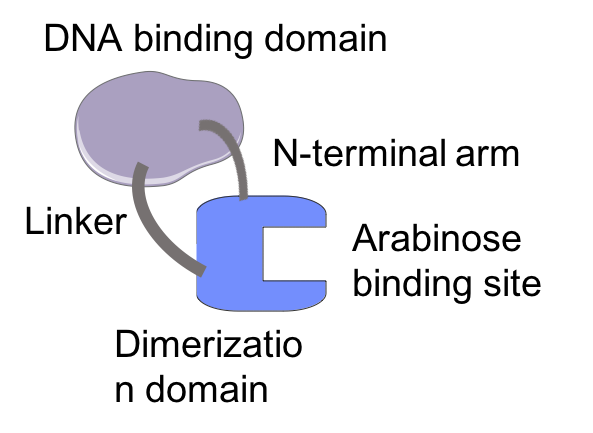
Cấu trúc của monomer AraC

Operon L-arabinose không chỉ chịu sự kiểm soát của chất hoạt hóa CAP-cAMP mà còn được điều chỉnh dương tính – cảm ứng hoặc âm tính – cảm ứng thông qua protein AraC. AraC gồm hai tiểu đơn vị giống nhau gọi là cấu trúc homodimer và điều khiển phiên mã araBAD thông qua tương tác với vùng vận hành và vùng khởi động trên operon L-arabinose. Mỗi đơn phân (monomer) của AraC bao gồm hai miền bao gồm miền liên kết DNA và miền dimer hóa. Miền dimer hóa chịu trách nhiệm liên kết arabinose. AraC trải qua sự thay đổi cấu trúc khi liên kết arabinose, sau đó nó có hai cấu trúc riêng biệt. Cấu trúc hoàn toàn được xác định bởi sự liên kết của chất cảm ứng dị lập thể là arabinose.
AraC cũng có thể tự động điều chỉnh biểu hiện âm tính – cảm ứng chính nó khi nồng độ của AraC trở nên quá cao. Sự tổng hợp AraC bị kìm hãm thông qua liên kết của dimer AraC với vùng vận hành của gene điều hòa araO1.

### Điều hòa âm tính – cảm ứng araBAD

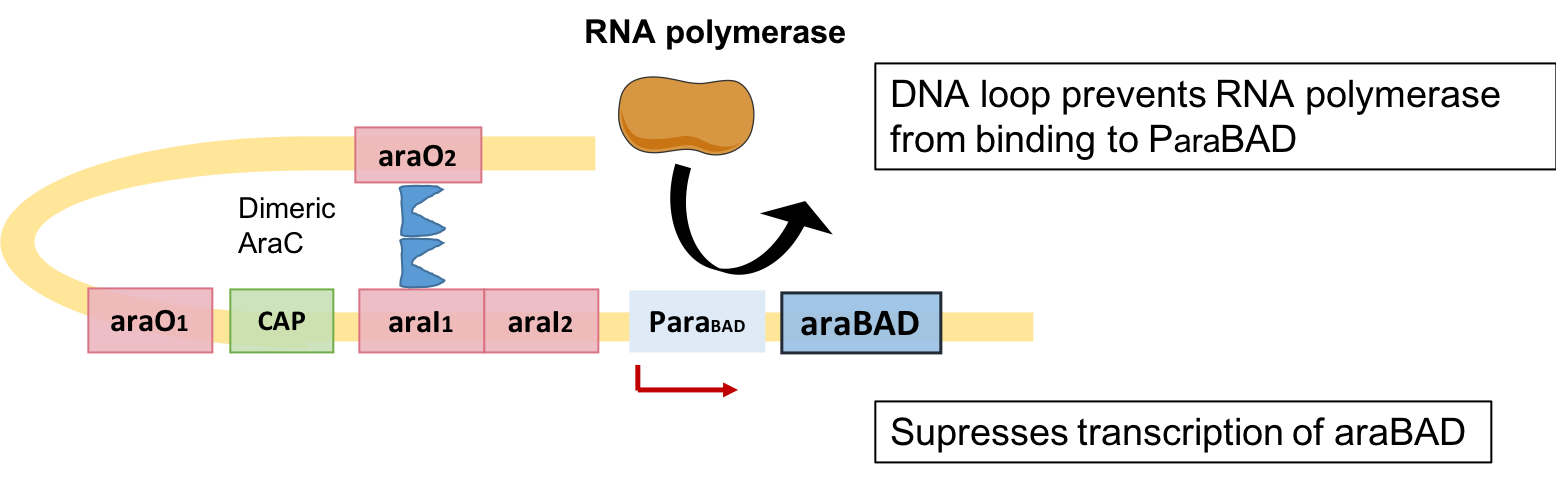
Điều hòa âm tính cảm ứng của operon L-arabinose thông qua protein AraC

Khi môi trường không có arabinose và giàu glucose, các tế bào không cần các sản phẩm của araBAD để chuyển hóa arabinose. Do đó, protein dimer AraC đóng vai trò như một chất ức chế: một monomer AraC liên kết vùng vận hành của gene araBAD (araO2), một monomer khác liên kết với vùng khởi động araI1 của operon. Điều này dẫn đến sự hình thành của một vòng DNA ngăn cản RNA polymerase liên kết với promoter của operon. Do đó, sự phiên mã của gene cấu trúc araBAD bị ức chế.

### Điều hòa dương tính – cảm ứngaraBAD

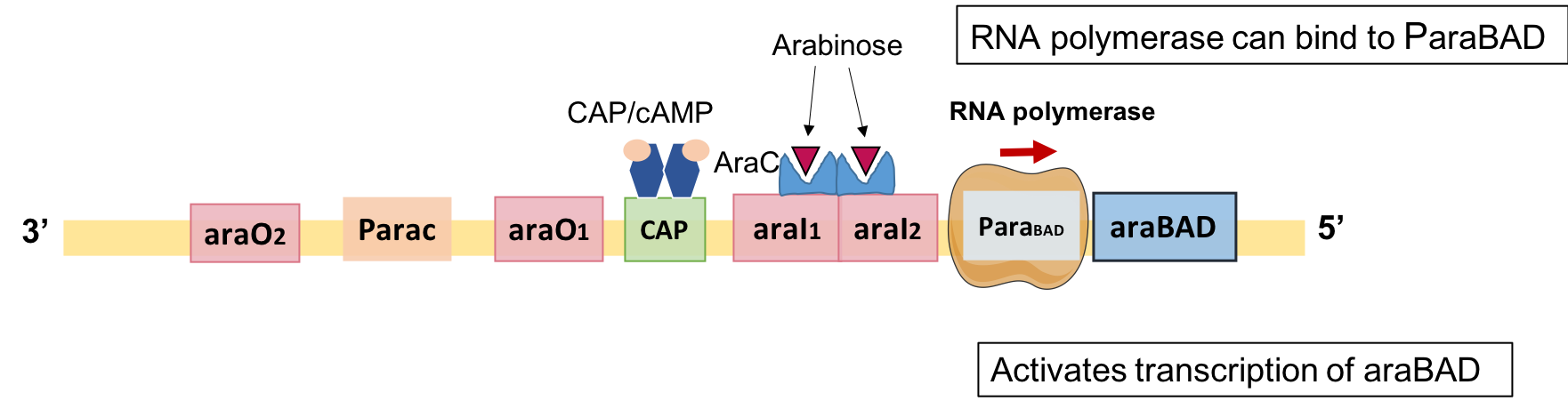
Điều hòa dương tính cảm ứng operon L-arabinose thông qua dimer AraC và CAP-cAMP

Sự biểu hiện của operon araBAD được kích hoạt khi không có glucose và có arabinose. Khi có arabinose, cả AraC và CAP đều hoạt động cùng nhau như những chất hoạt hóa.

#### Điều hòa nhờ protein AraC
AraC hoạt động như một chất hoạt hóa khi có mặt của arabinose. AraC bị thay đổi cấu trúc khi arabinose liên kết với miền dimer hóa (dimerization domain) của AraC. Kết quả là phức hợp AraC-arabinose rời ra khỏi araO2 và phá vỡ vòng lặp DNA. Do đó, AraC-arabinose sẽ thuận lợi hơn về mặt năng lượng để liên kết với hai vị trí promoter liền kề araI1 và araI2 khi có mặt arabinose. Một monomer sẽ liên kết với araI1, monomer còn lại liên kết với araI2, nói cách khác, liên kết của AraC với araI2 được cảm ứng dị lập thể bởi arabinose. Một trong hai monomer AraC liên kết gần promoter araBAD sẽ hỗ trợ liên kết RNA polymerase vào promoter để bắt đầu phiên mã.

#### Điều hòa nhờ phức hệ CAP-cAMP
CAP chỉ hoạt động như một chất hoạt hóa phiên mã khi không có loại đường ưa thích của E. coli là glucose. Nồng độ glucose kiểm soát nồng độ bên của phân tử nhỏ cAMP (cyclic adenosine monophosphate) trong tế bào, là chất bắt nguồn từ ATP và làm tín hiệu báo động cho tế bào. Một protein nằm trong màng sinh chất là adenylyl cyclase (AC) có tác dụng chuyển hóa ATP tạo thành cAMP. Cụ thể, cAMP thấp khi glucose là nguồn carbon vì enzyme adenylate cyclase bị ức chế khi vận chuyển glucose vào trong tế bào.
Protein điều hoà dương tính có tên là protein hoạt hoá dị hoá (catabolite activator protein = CAP) cũng gọi là protein tiếp nhận/bám cAMP (cyclic AMP receptor / binding protein = CRP) hay protein bám cAMP. CAP cũng có cấu trúc homodimer; nó chỉ hoạt động khi môi trường nội bào có hàm lượng cAMP cao. Trong trường hợp đó, cAMP kết hợp với CAP tạo thành phức hợp CAP-cAMP và làm tăng ái lực của CAP đối với promoter. Phức hợp này có khả năng nhận biết và bám vào một đoạn 16 bp (base pair) về phía trước vùng khởi động, với các đoạn lặp đảo ngược (inverted repeats), gọi là vị trí CAP. Bằng cách đó RNA polymerase được kích thích bám chặt vào promoter và bắt đầu tổng hợp mRNA ở mức cao.
Khi không có glucose, nồng độ cao của phức hợp protein CAP-cAMP liên kết với vị trí liên kết CAP, vị trí giữa araI1 và araO1. Liên kết CAP-cAMP sẽ mở vòng DNA giữa araI1 và araO2 làm tăng ái lực liên kết của protein AraC đối với araI2 và do đó thúc đẩy RNA polymerase liên kết với promoter của araBAD để phiên mã, dịch mã các protein chuyển hóa L-arabinose.

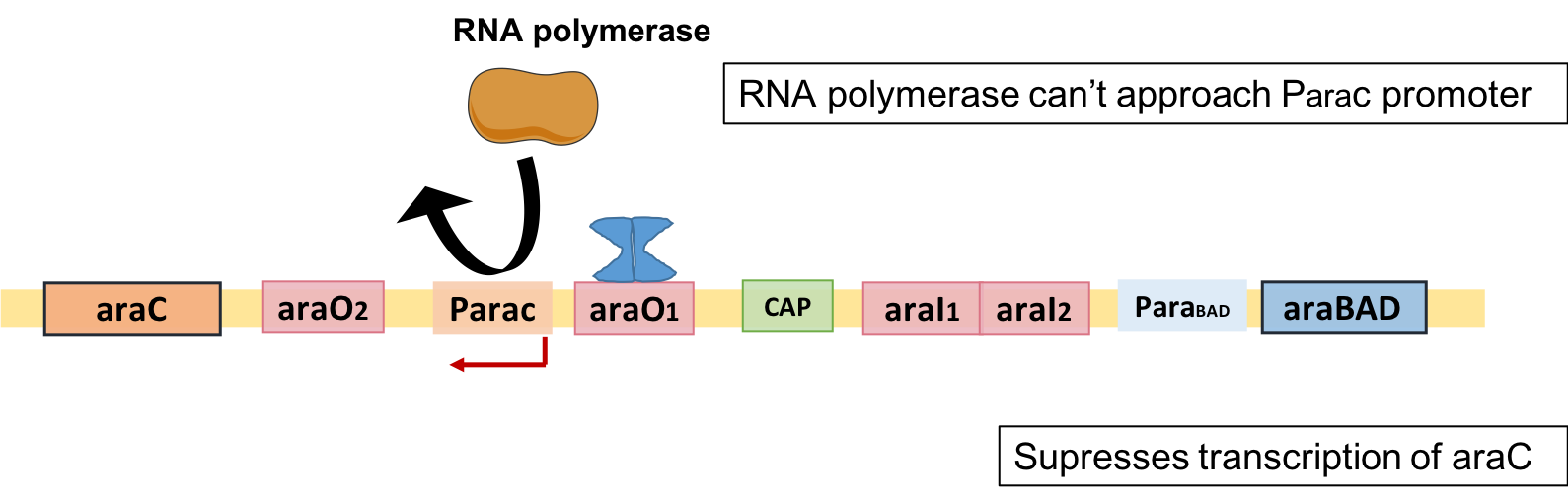
Gene araC tự điều hòa chính mình thông qua protenin AraC

### Tự điều chỉnh gene AraC
Sự biểu hiện của gene điều hòa araC được điều chỉnh âm tính – cảm ứng bởi sản phẩm của chính nó,  protein AraC. AraC dư thừa liên kết với vùng điều hòa araO1 của gene araC. Ở nồng độ AraC cao, protein này ngăn cản RNA polymerase liên kết với promoter của araC. Do đó, protein AraC ở nồng độ cao ức chế sự biểu hiện của chính gene tạo ra nó.

## Ứng dụng trong nghiên cứu biểu hiện protein
Operon L-arabinose là trọng tâm nghiên cứu trong sinh học phân tử kể từ năm 1970 và đã được nghiên cứu rộng rãi ở các cấp độ di truyền, hóa sinh, sinh lý và công nghệ sinh học. Operon L-arabinose đã được sử dụng phổ biến trong điều hòa biểu hiện protein, vì promoter araBAD có thể được sử dụng để tạo ra sản phẩm dưới sự điều chỉnh chặt chẽ. Bằng cách kết hợp promoter araBAD với gene cần nghiên cứu, sự biểu hiện của gene đích có thể được điều chỉnh duy nhất bởi đường arabinose: ví dụ, plasmid pGLO chứa gene protein huỳnh quang xanh lá cây (GFP) dưới sự kiểm soát của promoter PBAD, cho phép sản xuất GFP khi có mặt arabinose.